# NGC 2150
NGC 2150 ist eine Balken-Spiralgalaxie mit ausgedehnten Sternentstehungsgebieten vom Hubble-Typ SBab im Sternbild Dorado am Südsternhimmel. Sie ist schätzungsweise 191 Millionen Lichtjahre von der Milchstraße entfernt und hat einen Durchmesser von etwa 70.000 Lj.
Das Objekt wurde am 9. Februar 1836 von John Herschel entdeckt.